# Baró d’Evel Circ
Baró d’Evel Circ és una companyia d'arts escèniques francocatalana creada l'any 2000 per sis alumnes del Centre National des Arts du Cirque de Châlons-en-Champagne. Des de 2006 està liderada per Camille Decourtye i Blai Mateu.
La seva producció és fruit d’un contínuum creatiu en constant evolució amb les lògiques variacions en tessitures i formats, però rigorosament definit i coherent pel que fa a propostes, objectius, ètica i llenguatge propi. Es defineix com un circ d’autor que investiga conceptes, formes escèniques, materials, textures i espais físics i sonors. Usa les tècniques circenses per entrar directament a l’àrea emocional de l'espectador. Quan treballen amb cavalls, cotorres o garses, situen humans i animals en un mateix pla de convivència i fan convergir pensament, ordre, instint, espontaneïtat i síntesi en una singular poètica de la sinceritat.

## Trajectòria artística
La seva primera obra ¿Por qué no? es va estrenar el 2000 era un espectacle de carrer. L'any 2003 van estrenar Bechtout' (Seu!, en llengua romaní), relatava la trobada de cinc personatges desconeguts explicada amb música, acrobàcia i manipulació d’objectes. El 2007, Blai Mateu en solitari presentà Ï, un solo de pallasso acrobàtic sobre la identitat personal, l'exili dels republicans espanyols al final de la Guerra Civil i el seu propi exili artístic. El 2009, Camille Decourtye, Blai Mateu i el contrabaixista Thibaud Soulas estrenen Le Sort du dedans, un espectacle dins d’una carpa inspirada en l'estructura d’una cèl·lula. El 2012, Mateu i Decourtye estrenen Mazùt, espectacle en sala que va a la recerca del vincle ancestral amb el nostre animal interior.
El 2013, Baró d’Evel s'instal·la a l’antic celler cooperatiu de l'Avereit de Comenge, envoltat de terreny per als cavalls, les caravanes i les carpes. El mateix 2013 presenta Obres, un recorregut per diversos espais del Mercat de les Flors el qual serà els esbossos i fragments del futur espectacle Bèsties, el qual es va estrenat el 2015.
El juny de 2018 estrenen Là (Allí), primera part d’un díptic que es completarà amb Sur la falaise (Al penya-segat). que proposa tres línies de recerca: negre i blanc com a treball de matèria i transformació dels espais; equilibri i desequilibri com a treball del cos i la veu, i despullament i transformació per al treball amb animals.
Baró d’Evel va ser companyia associada al Mercat de les Flors entre el 2012 i el 2015, és «companyia còmplice» del Centre regional de les arts de carrer de l'Alta Garona Pronomade(s) i té convenis amb el Conseil Régional Midi-Pyrénées i amb la DRAC (Direcció General d’Afers Culturals) d'Occitània.

## Premis
- 2002 Prix Jeunes Talents Cirque 2002
- 2007 Premi al millor espectacle i a la millor interpretació al Festival TAC de Valladolid 2005 per Bechtout’
- 2007 premi del jurat del Festival TAC de Valladolid 2007 per Ï
- 2009 Premi Ciutat de Barcelona de Teatre[4]
- 2010 Premi Nacional de Circ
- 2010 Millor espectacle del festival de Valladolid
- 2010 Zirkòlika a la creació musical per Le Sort du dedans

## Produccions
- 2000 ¿Por qué no?, espectacle a l’aire lliure. Circ Cric.
- 2003 Bechtout', espectacle de sala. Direcció: Michel Cerdà. Festival Pisteur d’étoiles, Obernai.
- 2005 Le bal, duo de dansa i equilibris acrobàtics de Blai Mateu i Camille Decourtye. Coreografia: Jean Gaudin; Petit cirque au marché, exhibit als mercats de Midi-Pyrénées.
- 2007 Ï, solo de Blai Mateu en sala. Direcció: Michel Cerdà. Théâtre Na Loba, Pennautier.
- 2009 Le Sort du dedans, espectacle en carpa itinerant.
- 2012 Mazùt, espectacle de sala-
- 2013 Obres (mostres del procés de creació del futur espectacle Bèsties, amb escenes integrades als espais en obres del Mercat de les Flors de Barcelona).
- 2015 Bèsties, espectacle en carpa itinerant. F
- 2015 The ONE project #1: The missing part (curt de 20’). Direcció: Salvador Sunyer i Vidal (Nanouck Films i O).
- 2017 Conferència esqueixada (performance a l'exposició «Frederic Amat_Zoòtrop»).
- 2018. Là, espectacle de sala.[2]